# Света Бландина
Света Бландина (? - 177), је хришћанска светица и мученица, позната по страховитом вишедневном мучењу приликом прогона хришћана у Лиону. Била је робиња угледне хришћанке из Лугдунума (данашњи Лион). Када су у лето 177. хришћани из Лугдунума и оближњег Виене масовно хапшени, њена господарица је рекла да ју је страх да ће се под мучењем одрећи хришћанске вере. Бландина је на то реаговала настојећи властитим примером охрабрити своју хришћанску браћу. Њу су мучили неколико дана на различите начине, те су се, према наводима Еузебија из Цезарије, након неколико дана уморили. Након тога је бичевана, жигосана и терана да седи на усијаној столици, бачена је дивљим биковима у арени који су је убили.